# Jaschik Álmos
Jaschik Álmos (Bártfa, 1885. január 5. – Budapest, 1950. szeptember 12.) grafikus, festő, iparművész, szakíró művészpedagógus és jelmeztervező. A 20. század polihisztorának tartott művésze. Magániskolájából sok ismert művész került ki, mint például Kovács Margit keramikusművész.

## Életpályája
Jaschik Ede járásbírósági díjnok és Vass Leopoldina fia. 1903-tól a Mintarajz- és Rajztanárképző-iskola tanulója volt, ahol tanárai voltak Nádler Róbert, Hegedűs László és Zemplényi Tivadar. 1907-ben megszerezte rajztanári diplomáját és a Székesfővárosi Községi Iparrajziskola tanára lett és a könyvkötészeti tanműhely vezetője egészen 1920-ig. Ekkor ugyanis a főváros tanácsa a Tanácsköztársaságban vállalt szerepe miatt felfüggesztette ipar-rajziskolai tanári állásából, és B-listára helyezte. Tanítványai azonban nem hagyták el mesterüket, felkeresték őt, és arra kérték, indítson számukra magániskolát, minthogy ők a történtek után otthagyták az iparrajziskolát.
Így 1920-ban létrejött Jaschik magániskolája, amelynek helyszínéül saját és felesége otthona és egyben műterme szolgált. A belépést nem tette felvételi vizsgától függővé: az ő elve az volt, hogy rajzolni bizonyos mértékig mindenki tud. A növendékek tervezői oktatásába Jaschik felesége, Müller Mária (Bp., 1898. aug. 30. – Bp., 1954. nov. 29.) is bekapcsolódott.
Tanítványai révén az 1920-as évek elején kapcsolatba került Rabinovszky Máriusszal és feleségével, Szentpál Olgával, aki mozgásművészeti iskolát vezetett.
1925 és 1944 között színpadművészként és játékmesterként dolgozott Németh Antallal, aki a Nemzeti Színház rendezője, majd később igazgatója volt, és 1925-től 1927-ig díszlettervezői és színpadtörténeti előadásokat tartott Jaschik növendékeinek.
Jaschik Álmos hazánkban elsőként vezette be a színpadi makettépítés oktatását.
A harmincas években a magyar népmese-illusztráció foglalkoztatta. Ezen évektől kezd formálódni rajzművészete. Ekkor készült rajzsorozataiból származott A gyémántkrajcár című animációs mesefilmje (1942–1944). Újító jellegű mesefilm-kísérleteibe tanítványait is bevonta.
Nevéhez fűződik a második (1928–30) pengő bankjegy sorozat, valamint az 1943-as ezer pengős grafikai tervezése is.
| Jaschik Álmos által tervezett magyar pengők. | Jaschik Álmos által tervezett magyar pengők. | Névérték, dátum   |
| Előoldal                                     | Hátoldal                                     | Névérték, dátum   |
| -------------------------------------------- | -------------------------------------------- | ----------------- |
|                                              |                                              | 5 pengő - 1928    |
|                                              |                                              | 10 pengő - 1929   |
|                                              |                                              | 20 pengő - 1930   |
|                                              |                                              | 50 pengő - 1932   |
|                                              |                                              | 100 pengő - 1930  |
|                                              |                                              | 1000 pengő - 1943 |

## Emlékezete

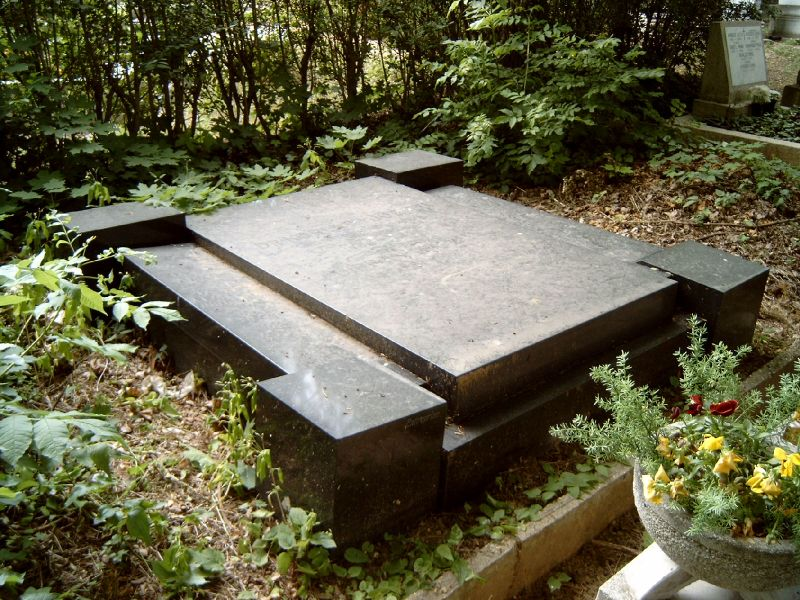
Jaschik Álmos sírja Budapesten. Farkasréti temető 12/1-2-3/4.

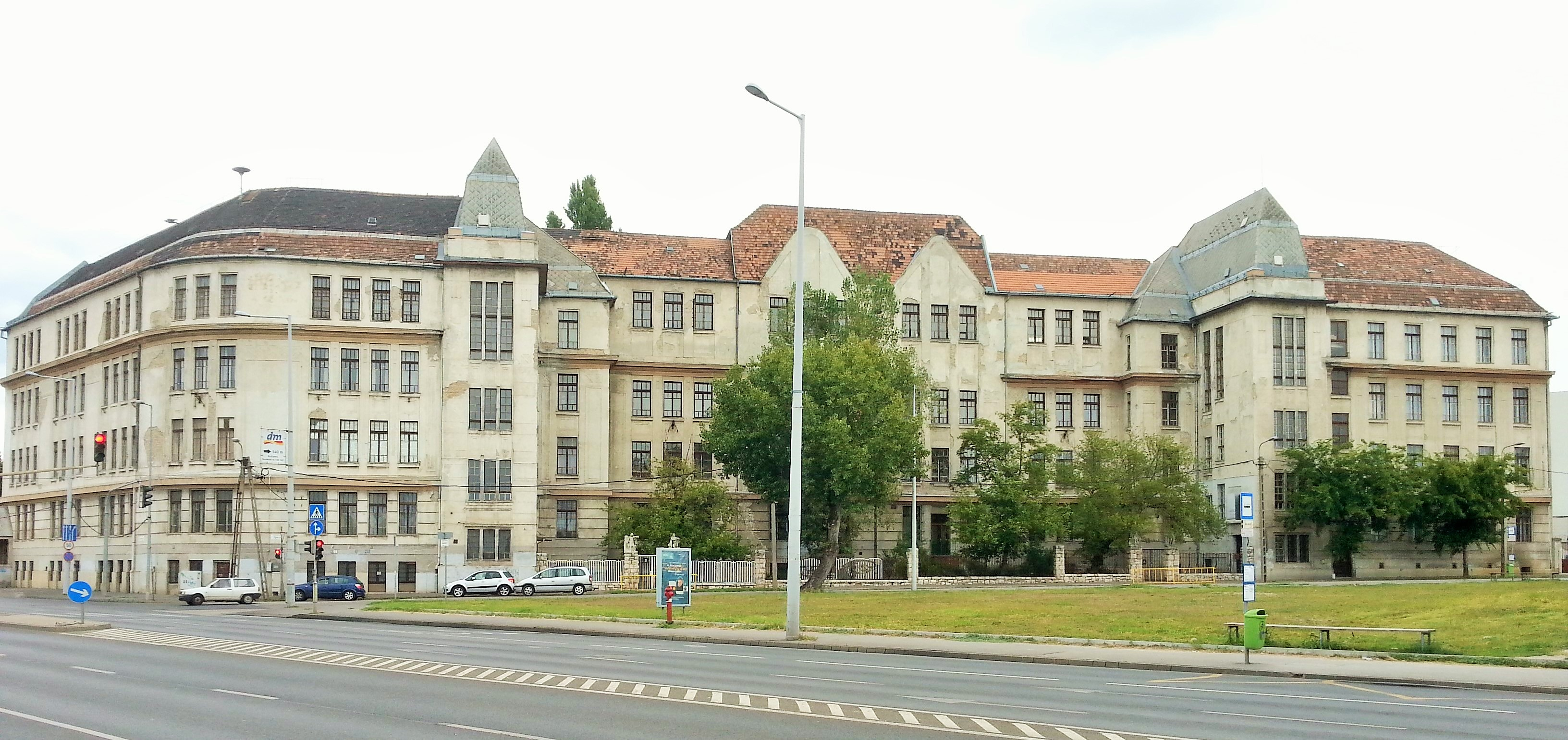
Jaschik Álmos Művészeti Szakgimnázium

- Sírja a Farkasréti temetőben található.
- nevét viseli a Jaschik Álmos Művészeti Szakgimnázium – 1097 Budapest, Illatos út 2.